# Hlahol pražský
Le Hlahol pražský (littéralement en français Chœurs de Hlahol), est un chœur mixte de Prague. 
Fondé en 1861, il s'agissait au départ d'un chœur d'hommes, tandis que le chœur de femmes est créé en 1879. Il est situé dans son propre bâtiment, le no 248, dont la façade avant donne sur le quai Masaryk et la façade arrière sur la rue Vojtěšská, un bâtiment depuis classé monument culturel.

## Histoire
Le fondateur du Hlahol pražský est Jan Ludvík Lukes. En 1861, il crée une association publique, initialement un chœur exclusivement masculin de 120 membres, qui se produit pour la première fois sous le nom de « Hlahol » lors des funérailles de Václav Hanka à Vyšehrad en janvier 1861. Le prince Rudolf Thurn-Taxis (cs) en est élu premier président. 
En 1862, Josef Mánes crée pour le club Hlahol une bannière ornée d'un Varyto (cs) et de la devise « Chanter pour le cœur, pour la patrie avec le cœur » ; le club conserve encore un varýt à sept cordes comme symbole. Outre ses concerts, Hlahol offre également des prix de composition au XIXe siècle afin d'inspirer les auteurs tchèques à créer des œuvres originales. Il entretient également des relations avec les clubs de chant qui se créent en Bohême et en Moravie en suivant son modèle. Il entretient aussi des contacts actifs avec des chœurs étrangers et donne souvent des concerts à l'étranger. Le chœur se produit fréquemment lors de cérémonies, telles que l'inauguration de monuments, la pose de la première pierre du Théâtre national, les funérailles de personnalités, etc.
À l'origine, le chœur masculin chante pour la première fois dans un ensemble mixte le 9 mars 1873. Un chœur féminin permanent, le département dit féminin, est créé sous la direction du chef de chœur Karel Knittl (cs) à l'automne 1879. À cette époque, le Hlahol compte 143 membres féminins et 200 membres masculins.
En 1905, la chorale s'installe dans ses propres locaux sur les quais de la Vltava à Prague. En 1925, le nombre de membres dépasse le millier. En 1936,  l'ensemble est agrandi pour accueillir un chœur d'enfants.
Pendant la Seconde Guerre mondiale, les activités de la chorale ont quasiment cessé. Après la guerre, le Hlahol continue à se développer artistiquement, mais les contacts avec l'étranger ont cessé et le bâtiment du Hlahol est tombé en ruine. Bien que le Hlahol soit une association relativement riche (outre les deux immeubles d'habitation sur le quai, elle possède également une maison rue Liliová, que Josef Fanta lui a léguée), faute de fonds, elle est contrainte de se donner à l'État dans les années 1950. De 1954 à 1958, le Hlahol est la chorale de la Maison municipale de l'éducation. En 1957, son propre orchestre est créé, en tant que département indépendant de l'association, pour accompagner la chorale lors des représentations. Cependant, il est dissous en 1978 pour des raisons financières. En 1984, un orchestre à cordes est créé.

## Le siège social du Hlahol
Le siège social est situé dans un bâtiment Art Nouveau classé, le Spolkový dům Hlahol (cs), construit entre 1903 et 1905 et composé de deux maisons mitoyennes : sur le quai Masaryk et sur la rue Vojtěšská.
Depuis sa création, le Hlahol a eu plusieurs emplacements, se réunissant par exemple dans l'actuelle rue Jungmannova, la rue Řetězová ou sur la place Venceslas. En 1902, l'association décide d'acheter un terrain pour y construire sa propre maison. Grâce aux dons des membres et des sympathisants, un terrain entre le quai et la rue Vojtěšská est acquis en 1903. Les travaux débutent la même année sous la direction du constructeur Čeňek Gregor (cs). L'architecte František Schlaffer (cs), membre de la chorale, et l'auteur du projet final, Josef Fanta, travaillent bénévolement. Le bâtiment est inauguré le 18 septembre 1905, date de la première répétition de la chorale.
Entre les deux entrées donnant sur le quai sont placées des plaques commémoratives en hommage aux trois chefs de chœur de Hlahol : Bedřich Smetana, Karel Bendl et Karel Knittl. Au rez-de-chaussée, les deux façades sont ornées de l'inscription dorée « Hlahol ». Dans la cour entre les deux bâtiments, une grande salle avec une verrière à pignon a été construite. Dans la petite salle, utilisée pour les répétitions, des photographies de la chorale sont exposées. Au rez-de-chaussée se trouve le musée fédéral, où sont exposés des objets commémoratifs et des distinctions, comme la bannière fédérale originale de Josef Mánes et ses croquis, ou le marteau et la pelle utilisés lors de la pose de la première pierre.
En 1944, la salle, le vestiaire avec ses accessoires, la galerie, le bureau et la salle de réunion sont confisqués et attribués au Todt-Einsatzgruppe VII, Oberbauleitung à Prague IV. Le Hlahol s'installe temporairement dans une maison de la rue Štěpánská. En janvier 1945, il reprend ses répétitions dans ses propres locaux, mais en avril, le Département de la Défense de la Mairie de Prague saisit la salle et le vestiaire pour en faire un entrepôt de farine. Ce n'est qu'après la guerre que l'association a pu de nouveau utiliser son siège.

## Chefs du chœur
- Jan Ludvík Lukes
- Ferdinand Heller
- František Kaván
- Bedřich Smetana
- Karel Bendl
- Karel Knittl
- Josef Klička
- Karel Douša
- Adolf Piskáček
- Jaroslav Křička
- Jaromír Herle
- Josef Stanislav
- Václav Smetáček
- Vratislav Vycpálek
- Antonín Dolinský
- Cyril Pecháček
- Zdeněk Tomáš
- Jan Kasal
- Zdeněk Šulc
- Roman Z. Novák (depuis 2001)

## Membres honoraires
- Bedřich Smetana
- Pavel Křížkovský
- Josef Bohuslav Foerster
- Leoš Janáček
- Vítězslav Novák
- Josef Suk